# Euthycera syriaca
Euthycera syriaca är en tvåvingeart som först beskrevs av Mayer 1953.  Euthycera syriaca ingår i släktet Euthycera och familjen kärrflugor.
Artens utbredningsområde är Israel. Inga underarter finns listade i Catalogue of Life.